# Pólay Elemér
Pólay Elemér (Zombor, 1915. augusztus 23. – Szeged, 1988. november 30.) római jogász, jogtörténész, egyetemi tanár

## Élete
Apja gimnáziumi tanár volt, aki családjával Trianon után Miskolcra költözött. Pólay itt végezte el a gimnáziumot és folytatott jogi tanulmányokat a Miskolci Evangélikus Jogakadémián 1933-1937 között. A jogi doktorátust 1938-ban a pécsi Erzsébet Tudományegyetemen szerezte meg. Kiváló tanulmányi eredményeire tekintettel  a Miskolci Jogakadémia két hónapos berlini ösztöndíjjal jutalmazta. A berlini egyetemen római jogot hallgatott. Hazatérte után joggyakorlatot folytatott, majd egy újabb ösztöndíjjal egy évre visszatért Berlinbe.
1940-től Debrecenben ítélőtáblai jegyző, 1942-től debreceni királyi járásbíró, 1945-1949 között miskolci megyei bíró és tanácselnök volt. Bírói pályáját Szegeden fejezte be, ahol megyei bíró és tanácselnök volt.
A római jog oktatásába 1945-ben a miskolci jogakadémián kapcsolódott be. 1946-ban Debrecenben magántanári habilitációt nyert római jogtörténet c. tárgykörből. Ezt követően megbízott tanszékvezetőként Miskolcon, egyetemi tanárként pedig Debrecenben működött. 1949-ben a szegedi egyetemre került, 1985-ig vezette a Római Jogi Tanszéket. 1955 és 1957 között az egyetem rektorhelyettese volt. A kari oktatási bizottságot 15, a tudományos bizottságot 10 éven át vezette. 1956-ban szerezte meg az állam- és jogtudományok kandidátusi fokozatot, az állam- és jogtudományok doktora  fokozatot pedig 1964-ben. 1965-ben vendégelőadó volt Münsterben, Heidelbergben,  Freiburg im Breisgauban és Kölnben. Pályafutása alatt 7 monográfiát és mintegy 140 szakmai publikációt tett közzé magyar, német, francia, angol, spanyol, lengyel és török nyelven. 31 nemzetközi kongresszuson vett részt, 1984-ben megszervezte az első magyar római joggal foglalkozó nemzetközi kongresszust. Brósz Róberttel közösen írt római jogi tankönyvén generációk nevelkedtek.

## Elismerései
- Igazságügyminiszteri kitüntetés a Ptk. előkészítő bizottságában való 1953-1956 közötti tevékenységért
- 1976-ban József Attila Emlékérem
- 1985-ben Munkaérdemrend arany fokozata

## Értékelése
Főbb kutatási területei a preklasszikus római jogtudomány, Dacia római provincia jogtörténete, a római rabszolgasággal kapcsolatos jogintézmények, a római jogrendszer tagozódása és a pandektisztika hatása Közép-Európában volt, valamint a magyar polgári és családjog egyes kérdései.
„Nagyon sokat tett a magyar romanisztika nemzetközi elismertsége érdekében. Széles körű kapcsolatokat épített ki. Tanulmányait, monográfiáit Dél-Amerikától Tokióig ismerték a szakkörök.” (Molnár Imre)
A dáciai viaszostáblákról szóló könyvében bebizonyítja, hogy a rómaiak teljesen kiirtották a dákokat, ezért Dáciának semmi köze a dákó-román elméletben foglaltakhoz.

## Fontosabb publikációi
- A német nemzeti szocialista jogfelfogás és a római jog. Miskolc, 1939.
- Az atyai hatalom intézményének alapvonalai a római jogban. Miskolc, 1940.
- A praetor szerepe a római magánjog történetében. Miskolc, 1944.
- Differenzierung der Gesellschaftsnormen im antiken Rom. Budapest, 1964.
- Az eladói kellékszavatosság a preklasszikus római jogban. Szeged, 1964.
- Die Sklavenehe und das römische Recht. Szeged, 1967.
- A római jogászok gondolkodásmódja. Kazuisztika és absztrakció. Budapest, Tankönyvkiadó Vállalat, 1988.
- A dáciai viaszostáblák szerződései. Budapest, Közgazdasági és Jogi Kiadó, 1972.
- Iniuria Types in Roman Law. Budapest, Akadémiai Kiadó, 1986.